# Orangebrusttangare

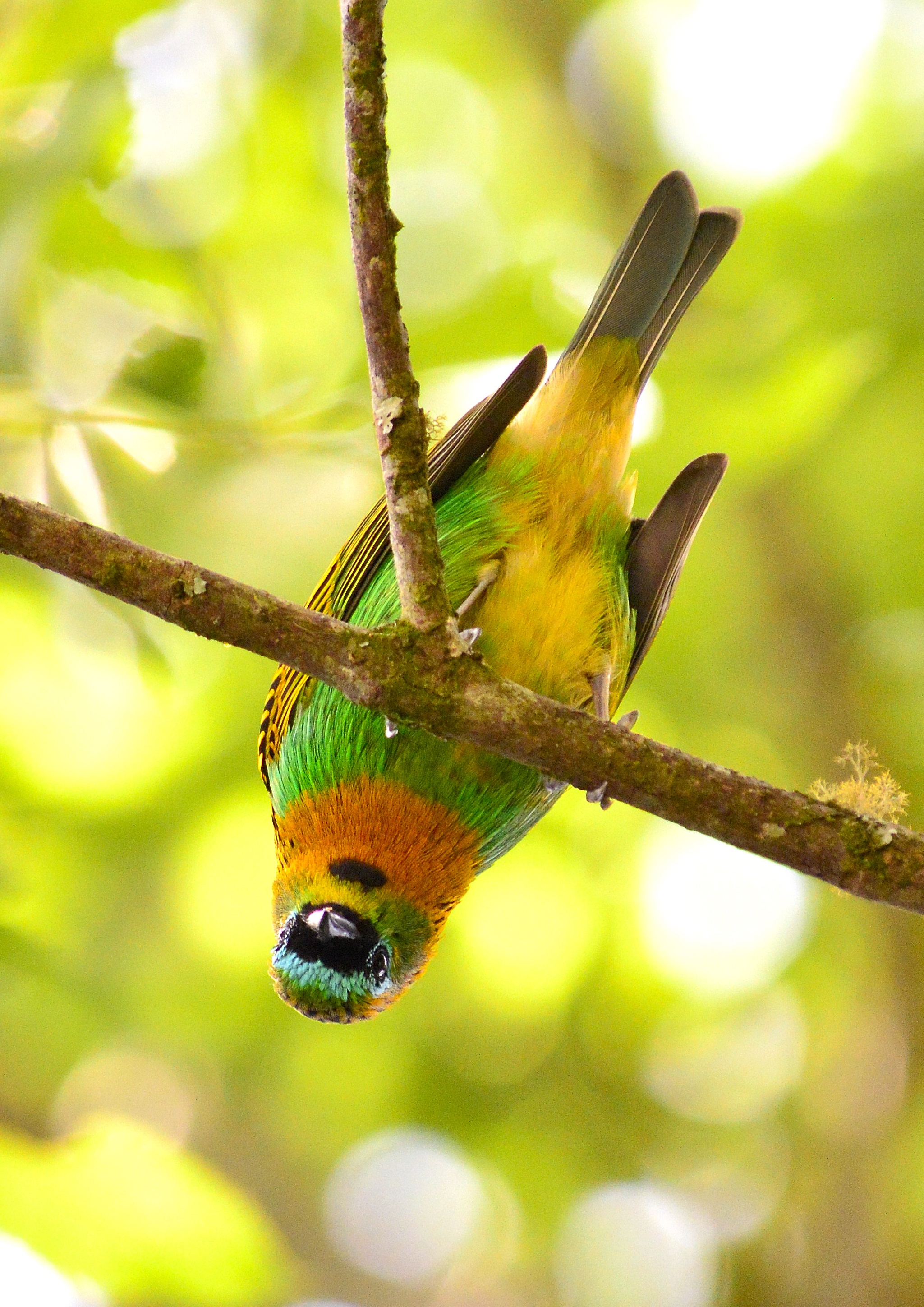
Ansicht von unten

Die Orangebrusttangare (Tangara desmaresti) ist eine in Südamerika vorkommende Vogelart aus der Familie der Tangaren (Thraupidae).

## Merkmale
Die Orangebrusttangare erreicht eine Körperlänge von etwa 13 Zentimetern und ein Gewicht von 19,0 bis 21,5 Gramm. Die Vögel sind sehr bunt gefärbt und zeigen die folgenden Gefiederfarben:
- Oberkopf und Rücken: Gelbbraun
- Stirn und Augenring: Türkis
- Schnabelansatz und Kehlfleck: Schwarz
- Brust: Orange
- Wangen und seitliche Bauchregion: Grün
- Bürzel, Arm- und Handschwingen, Steuerfedern: Grün-Schwarz gescheckt bzw. gerandet
- Spitzen der Großen Armdecken und untere Bauchregion: Gelb.

Die Geschlechter unterscheiden sich farblich kaum. Jungvögel zeigen etwas blassere Farben. Aufgrund des sehr markanten Farbenmusters sind die Vögel unverwechselbar. 

## Verbreitung und Lebensraum
Die Art kommt in den östlichen Gebieten der brasilianischen Bundesstaaten Minas Gerais, Espírito Santo, Rio de Janeiro, São Paulo, Paraná und Santa Catarina vor. Orangebrusttangare besiedeln bevorzugt feuchte Wälder und Waldränder in Höhenlagen zwischen 800 und 1800 Metern.

## Lebensweise
Die Vögel ernähren sich in erster Linie von Früchten, in geringem Maße auch von Gliederfüßern (Arthropoda). Sie leben paarweise oder in kleinen Gruppen von bis zu zwölf Individuen, zuweilen auch in Gesellschaft mit weiteren Tangaren-Arten. Im Bundesstaat Rio de Janeiro wurden beide Geschlechter in den Monaten Januar und Februar beim Nestbau beobachtet. Das tassenförmige Nest wird in erster Linie aus getrockneten Bambus-Blättern gefertigt und in Höhen zwischen 0,5 und neun Metern über dem Boden, bevorzugt in Astgabeln von Bäumen angelegt. Die Eier sind weißlich gefärbt und mit einigen kleinen grauen Flecken versehen. Während das Weibchen brütet, wird es vom Männchen mit Nahrung versorgt. Die Brutdauer beträgt 12 bis 13 Tage.

## Gefährdung und Schutz
Die Orangebrusttangare ist in Schutzgebieten und Nationalparks nicht selten und wird von der Weltnaturschutzorganisation demzufolge IUCN als  „Least Concern = nicht gefährdet“ klassifiziert. Außerhalb der Schutzgebiete ist aufgrund der Urbarmachung des Lebensraum jedoch bereits eine Gefährdung festzustellen.